# Chlorospingus hypophaeus
Chlorospingus hypophaeus, "orangestrupig busksparv", är en fågelart i familjen amerikanska sparvar inom ordningen tättingar.

## Utbredning och systematik
Taxonet förekommer endast i bergsskogar i västra Panama (Volcán Chiriquí till Veraguas). Den betraktas oftast som en underart av gulstrupig busksparv (Chlorospingus flavigularis), men urskiljs sedan 2016 som egen art av Birdlife International och IUCN.

## Status
Den kategoriseras av IUCN som livskraftig.